# Вінницький краєзнавчий музей
Ві́нницький обласни́й краєзна́вчий музе́й — обласний краєзнавчий музей у місті Вінниці, найбільше зібрання матеріалів і документів з історії, етнографії і культури Східного Поділля. Розташований у центрі міста, в будинку за адресою: вулиця Соборна, 19, який є частиною історичного комплексу «Вінницькі мури». Нині музей є культурним осередком краю, на базі якого традиційно проводяться мистецькі, історичні, літературні, фольклорно-етнографічні заходи. Щороку його відвідують понад 200 тисяч людей, проводится майже 1500 екскурсій. Директор закладу — Шароварська Світлана Петрівна.

## Історія
Музей заснований 14 травня 1918 року рішенням Вінницької міської думи за ініціативи художників В'ячеслава Коренєва та Степана Слободянюка-Подоляна, правника Густава Брілінга та архівіста Юрія Александровича. Його організацією зайнялось Подільське товариство охорони історичних пам'яток.
| Особняк лікаря Вілинського, де розташовувався музей у 1919—1921 роках. |
| Будинок Топчеєва, де розташовувався музей у 1921—1929 роках.           |

Зібрання створювалося, як історико-побутовий музей образотворчого й декоративно-ужиткового мистецтва. Перша експозиція відкрита у травні 1919 року в чотирьох кімнатах у будинку Вілинського на вулиці Дворянській (нині вулиця Грушевського, № 30), де мешкав В'ячеслав Коренєв, який був першим директором. Вона складалася переважно з художніх творів, предметів побуту, меблів, нумізматики. В основу покладено зібрання Вінницького повітового земства, Подільського товариства сільського господарства та сільськогосподарської промисловості, приватні збірки членів Подільського товариства охорони історичних пам'яток. Значна частина експонатів була конфіскована із приватних маєтків: найцікавішою була колекція з Немирівського маєтку княгині Марії Щербатової, спадкоємниці родинних цінностей Потоцьких та Строганових. За 1921 рік музей відвідали 6 506 осіб.
У грудні 1921 року музей переїхав у нове приміщення — будинок Топчеєва (нині приміщення дитячої музичної школи № 1, вулиця Архітектора Артинова, № 21) і був підпорядкований Губернському комітету охорони пам'яток мистецтва та старовини. На той час у структурі музею було три відділи: історико-археологічний, етнографічно-економічний та відділ мистецтв. Експозиція налічувала 10 372 предмети, з яких 3 500 належало етнографо-економічному відділу. Юрій Александрович передав до музею колекцію рушників, вишивок та унікальних фотографій; у 1923 році Степан Слободянюк-Подолян передав музею колекцію монет, зброю, книги та картини. З 1924 року музей став називатись історико-побутовим. З 1925 року під керівництвом директора Густава Брілінга започатковано практику проведення наукових експедицій, в результаті яких колекція музею поповнилася предметами етнографії, археології, декоративно-ужиткового мистецтва. Протягом 1924—1927 років до фондів увійшли зібрання Гайсинського, Бершадського та Брацлавського музеїв. За 1926 рік музей відвідали близько 16 тисяч осіб.
Влітку 1929 року музей переїхав у інше приміщення (нині вулиця Соборна, № 19). Тут було відкрито нову експозицію з історичним, етнографічним, агропромисловим і художнім відділами. З посиленням антирелігійної боротьби, закриттям багатьох подільських церков сформувалося нове значне джерело комплектування експонатів. Водночас із обстеженням сільських церков йшло збирання етнографічних матеріалів. Тоді ж музеєм були проведені перші археологічні розкопки. В 1920—1930-х роках музей пережив численні реорганізації та реекспозиції. Багатьох працівників було репресовано.
Напередодні німецько-радянської війни фондова колекція складалася з близько 13 тисяч одиниць зберігання. Під час німецької окупації музей був відкритий для відвідувачів, проте, його експозиція обмежувалась показом природничої, етнографічної та художньої колекцій. У 1944 році окупанти вивезли з музею понад 6 000 предметів — переважно речі з етнографічної, археологічної та нумізматичної збірок. Зусиллями музейних працівників В. Подольського, М. Славського, Т. Тимофєєвої, Н. Стародворської більшу частину колекції (фонди художнього відділу, музею Революції, єврейську, нумізматичну колекції) вдалося врятувати. Восени 1944 року діяльність музею була поновлена, експозиція доповнена відділом Вітчизняної війни. Наприкінці 1940-х незначну частину вдалось повернути з Кракова, але більшість у непридатному для експонування стані.
З жовтня 1964 року по червень 1970 року музей закрився на ремонт і реекспозицію. Добудували новий корпус і музей отримав 20 залів загальною площею понад 2 000 м2. Була розгорнута широка робота з комплектування музейної колекції, проводились пошукові археологічні, етнографічні, природничі експедиції. Художній проєкт і оформлення нової експозиції здійснили українські, російські та латвійські художники. Тоді музей мав чотири відділи: природи, історії дожовтневого періоду, історії радянського суспільства та художній. У 1987 році на основі художнього відділу музею був створений Вінницький обласний художній музей.
До червня 2025 року директором музею була заслужений працівник культури України Катерина Іванівна Висоцька.

## Сучасність
У 2005—2006 роках відремонтовано фондосховище, проведено реконструкцію фасаду та покрівлі музею, завдяки чому він органічно увійшов в архітектурний ансамбль комплексу мурів. Внаслідок археологічних та етнографічних експедицій експозиція музею значно доповнена унікальними знахідками.
У 2005 році музей з успіхом (II місце в конкурсі міні-експозицій та диплом переможця) взяв участь у Першому Всеукраїнському музейному фестивалі, який відбувся в Дніпропетровську, представивши на конкурс інтерактивну експозицію «Майстерня слов'янського ювеліра V—VII століть — реконструкція». У травні 2006 року на базі музею вперше в Україні проведено обласний фестиваль-конкурс музейних експозицій та створено громадську організацію «Асоціація музеїв
Вінниччини».

### Підрозділи
При музеї діє бібліотека, заснована у 1920 року. Її довоєнний фонд знищено у 1943 році. Сучасна збірка містить понад 10,5 тисяч видань кінця XVIII — початку XXI століть, переважно українською, російською та польською мовами.
15 лютого 1993 року на правах відділу відкрито Музей пам'яті воїнів Вінниччини, які загинули в Афганістані у 1979—1989 роках. Його експозиція розміщується у приміщенні колишньої водонапірної вежі.
Нині музей має чотири філії:
- Історико-меморіальний комплекс пам'яті жертв нацизму (територія колишньої польової ставки Адольфа Гітлера «Вервольф»; утворений 15 липня 2011 року[9]);
- Музей Миколи Леонтовича (село Марківка Гайсинського району; відкритий 22 серпня 2016 року)[10];
- Музей Батозької битви (село Четвертинівка Гайсинського району; відкритий 15 червня 1990 року)[11];
- Музей Михайла Грушевського (село Сестринівка Козятинського району).

Також при музеї діє «Кабінет етнографії Поділля».

### Виставкова і видавнича діяльність
Щорічно у музеї демонструються десятки виставок різнопланової тематики. Предмети з фондової збірки музею неодноразово експонувались в Україні та за її межами: в Німеччині, Італії, Японії, Великій Британії, Фінляндії, Югославії, Канаді, Польщі, Австрії.
У музеї створено 14 пересувних виставок: «Сім чудес Вінниччини», «Видатні особистості Вінниччини», «Визначні пам'ятки Вінниччини» тощо, які презентували Вінниччину в Польщі та багатьох регіонах України.
Заклад активно здійснює науково-видавничу діяльність: проводить міжнародні конференції, видає наукові збірники, довідники, краєзнавчі розвідки, а саме: «Подільська старовина», «Музейний вісник», «Вінницькі Мури. Погляд крізь віки», альбоми «Раритети Вінницького обласного краєзнавчого музею», «Сім чудес Вінниччини», «Визначні пам'ятки Вінниччини», «Вінниччина туристична», буклети і путівники тощо, в яких вміщує дослідження про фондові колекції музею, статті з історії, археології, етнографії та краєзнавства Поділля.

## Експозиція
Нині фонди музею нараховують біля 100 тисяч одиниць зберігання. Сучасна експозиція представлена у 16-ти залах.

### Відділ природи
Експонати чотирьох експозиційних залів відділу природи розповідають про геологічне минуле, природні багатства Вінниччини, їх використання та охорону.
Зал № 1. Фізико-географічна характеристика, геологічне минуле та природні ресурси краю
- Палеогеографічна карта Вінниччини, скам'янілі рештки молюска тридакни велетенської, зразки глинистих сланців, а також крейди, опоки, трепелу, що утворились з панцирів морських організмів. Вони засвідчують, що територію області в глибоку давнину вкривали Силурійське, Сеноманське та Сарматське моря;
- Уламок рога північного оленя, черепи зубра і шерстистого носорога. В центрі залу встановлено кістяк мамонта, знайденого у 1961 році біля села Ольгополя Чечельницького району.
- Колекція мінералів країн СНД, яку сформували геологи Володимир Афанасьєв, Євген Шмиров, Анатолій Проскурко.
- Карта ґрунтів Вінницької області. Моноліти різновидностей цих ґрунтів демонструються в залі.

Зал № 2. Особливості природного та культурного рослинного покриву Вінницької області
- Кольорова карта розподілу рослинності в області, де ліси складають близько 13,8 % її території. Фотографія ілюструє найпоширеніший тип лісу в краї: грабова діброва з домішками дуба, ясеня, клена, черешні, липи дрібнолистої тощо. Гербарій представляє чагарникову та трав'янисту рослинність, демонструються муляжі грибів.
- Фотознімки парків Вінниччини: Немирівського, Верхівського, Ободівського, Чернятинського, Антопільського, Печерського, заснованих у XVIII—XIX століттях.
- Лікарські рослини, 22 види яких в області охороняються як зникаючі.
- Експозиція знайомить з районованими сортами зернових, технічних і плодово-ягідних культур, з роботою науково-дослідних установ області по забезпеченню господарств новими високопродуктивними сортами рослин і елітним насінням. Натуральними зразками та муляжами проілюстровано зернові, технічні (переважно цукровий буряк), овочеві та садові культури, багаторічні трави, поширені на Вінниччині.

Зал № 3. Характеристика тваринного світу області

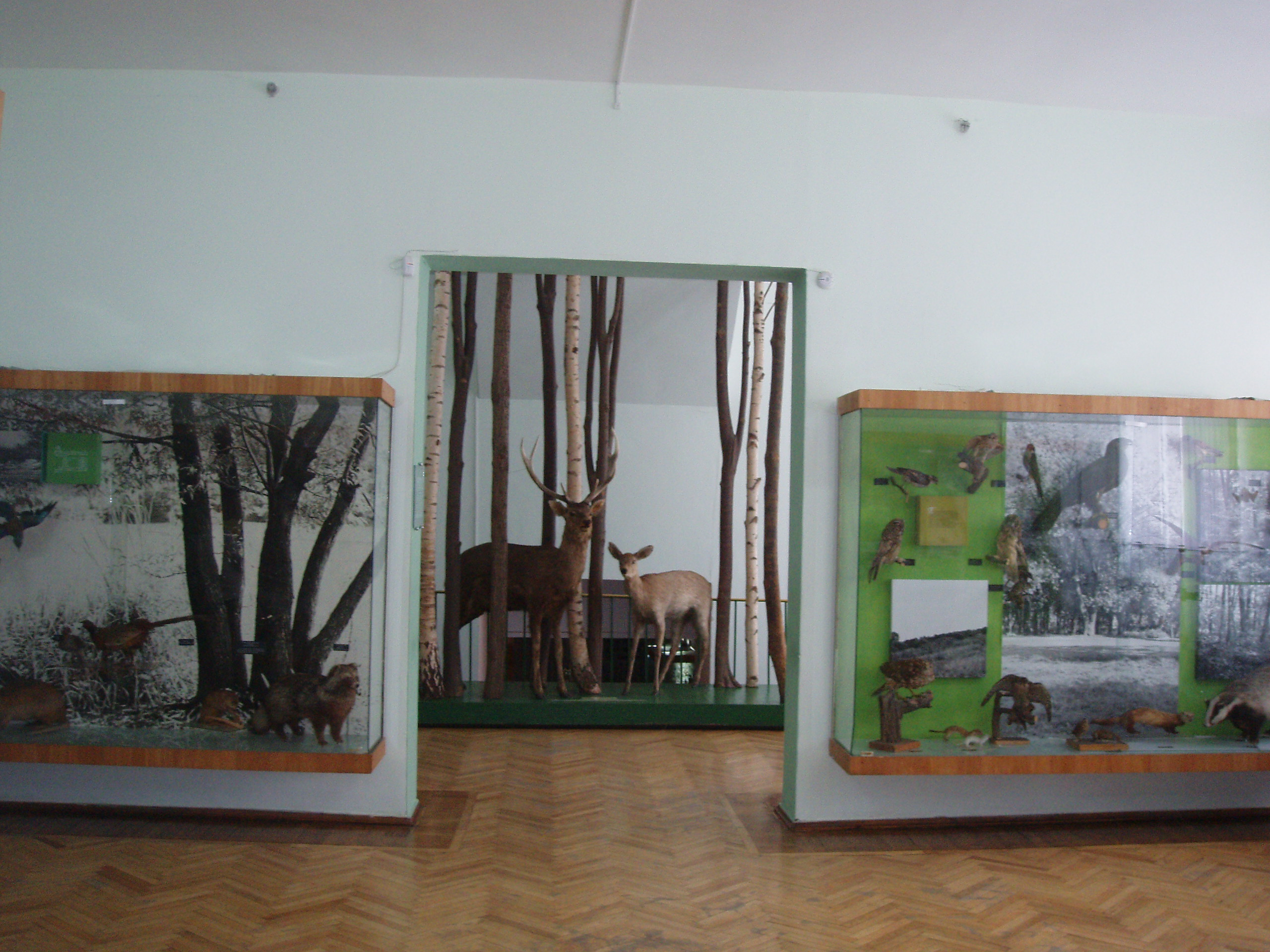
Тваринний зал.

- В експозиції лісові тварини (на фоні лісового пейзажу опудала чижа, іволги, дятла, сойки, сороки, зяблика, соловейка східного, зайця-русака, їжака звичайного), тварини водойм, різних екосистем.
- Показано низку тварин, які були завезені на Вінниччину з інших географічних зон з метою акліматизації: ондатра, нутрія, єнот уссурійський (єнотоподібна собака), опудала плямистих оленів.
- Фауна культурних ландшафтів представлена синантропними видами, серед яких горобці хатні, галки, ворони, снігурі. Також демонструються гнізда шершнів та паперових ос.
- З хижих демонструються опудала:
  - звірів: ласки та тхора, борсука;
  - птахів: сови вухатої та болотяної, підорлика великого, осоїда, яструба тетерев'ятника та інші.

Зал № 4. Фізико-географічне районування області
- Степова рослинність, що переважає у природному рослинному покриві регіону, представлена гербарієм.
- Опудало сипа білоголового, виготовлене у 1923 році.
- Зоогеографічна карта області дає уявлення про особливості поширення деяких видів тварин.

### Відділ історії
Зал № 5 Пам'ятки кам'яної доби

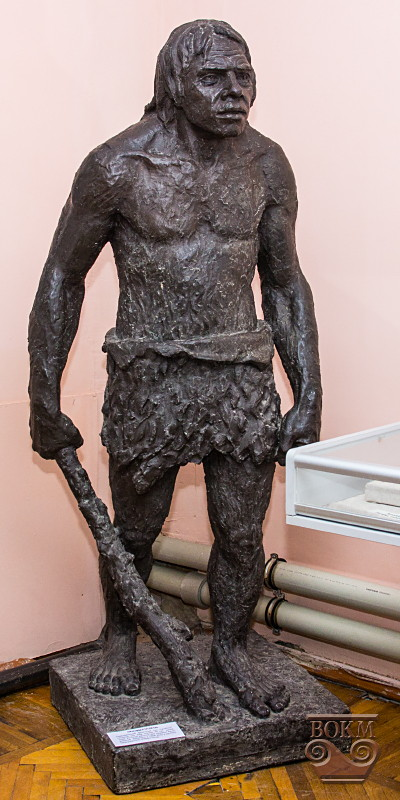
Скульптура неандертальця.

- Скульптура неандертальця, що дає уявлення про фізичний тип людини, що існував понад 40 тисяч років тому.;
- Пізньопалеолітичні знаряддя праці з кременю — ручні рубила, різці, пробійник; реконструкція пращі — ручної метальної зброї.
- Фрагменти кераміки часів буго-дністровської археологічної культури, рогова мотика, крем'яні вістря стріл, сокири, мікроліти.
- Трипільську культуру презентують:
  - Рогові, кістяні та кам'яні мотики, крем'яні вкладиші до серпів, кам'яна зернотерка, а також мідні прикраси та знаряддя праці.
  - Глиняні прясла та відтяжки від ткацького верстату (реконструкція), жіночі статуетки, фігурки тварин, мініатюрний посуд, біноклеподібні посудини та модель житла.

Зал № 6. Визначні археологічні пам'ятки Вінниччини
- Антропоморфна стела бронзової доби, знайдена під час розкопок кургану поблизу села Порогів Ямпільського району в 2011 році.
- Добу пізньої бронзи репрезентують:
  - Речі з поховань курганного могильника, відкритого біля села Гордіївки Тростянецького району. Тут у 1986—1988 роках було досліджено 40 курганів, більшість з яких датується XV—X століттями до н. е. У похованнях знайдено багато прикрас із золота, бронзи, бурштину, а також бронзові ножі, бронзові та кістяні деталі кінської збруї, глиняний посуд.
  - Ювелірні вироби з бурштину, що складають одну з найбільших археологічних колекцій виробів з цього коштовного каменю у Європі.
  - Гіпотетична реконструкція костюму, розроблена у відповідності до знахідок одного із поховань Гордіївського могильника.
  - Браслети для ніг.

- Скіфську культуру презентують:
  - Кістяний гребінь, знайдений на Немирівському городищі та виконаний у характерному для скіфів «звіриному» стилі.
  - Зброя, зокрема акінаки, деталі кінської упряжі, посуд.
  - Імпортне намисто та чорнолаковий лекіф.
- Сарматські речі:
  - Із царських поховань розкопаних поблизу села Порогів: вістря стріл, посуд (у тому числі й імпортні римські амфори) та інше.
  - Із поховання жриці знайдених поблизу села Писарівки: залізний ніж, латунний перстень для стрільби з луку, вістря стріли, бронзовий браслет, орнаментована кістяна трубочка, намистини з черепашок «cauri», скла, сердоліку, бурштину, агату, коралу, халцедону, а також глиняні курильниці, пряслиця тощо.
- Вироби майстрів черняхівської культури: рогові та металеві гребені, срібні і бронзові фібули, а також імпортні речі — намисто з Причорномор'я і скляний кубок з Мезії.
- Комплекс майстерні слов'янського ювеліра VI століття н. е., відкритий біля села Бернашівки Могилів-Подільського району. В приміщенні майстерні, що було знищене пожежею, виявлено 64 кам'яні (з мергелю) ливарні форми. Разом з ними біля печі-кам'янки знайдено і керамічну тигель-ллячку. Ці предмети представлено у вітрині разом з реконструкціями прикрас, що виготовлені у відповідності до знайдених форм.
- Давньоруські експонати:

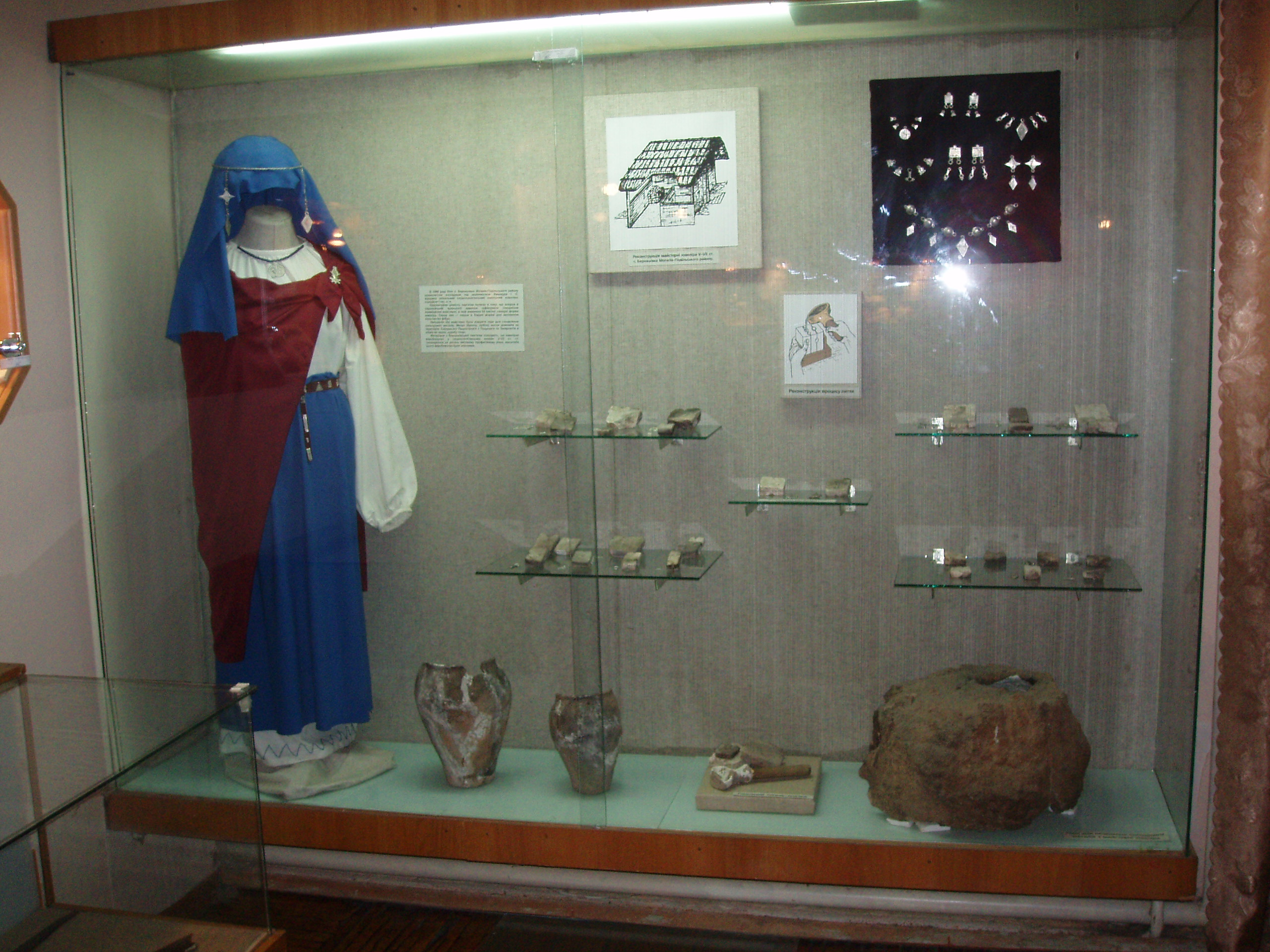
Вітрина присвячена раннім слов'янам.

- - Скарб майстра-ювеліра, виявлений поблизу села Червоного Немирівського району: сережки волинського типу, шийна гривна, деталі прикрас, бронзові ювелірні терези та матриця для виготовлення сережок.
  - Озброєння давньоруського періоду та деталі кінської збруї.

Зал № 7. Литовська доба
- Макет Вінницького замку.
- Речі з майстерні коваля першої половини XV століття: фрагмент кольчуги, ножиці, ковальські заготовки різних розмірів та кончар.

Зал № 8. Часи козаччини
- Портрет Северина Наливайка, картасхема повстання 1594—1596 років, козацька зброя та люльки.
- Карта воєнних дій під проводом Богдана Хмельницького.
- Діорама «Розгром польськошляхетських військ загонами козаків та міщан на чолі з Іваном Богуном у Вінниці. Березень 1651 року» (створена  у 1969 році, художники Михайло Ананьєв, Петро Жигімонт, Геннадій Марченко[20]).

Зал № 9. Історія краю у XVIII — на початку XIX століть
- Карта, на якій зображено територію Правобережної України, охоплену Коліївщиною, портрети народних ватажків, зразки зброї повстанців.
- Реконструкція інтер'єру подільської сільської хати XIX століття, господарське та хатнє начиння.

Зал № 10. Наш край у XIX — на початку XX століть

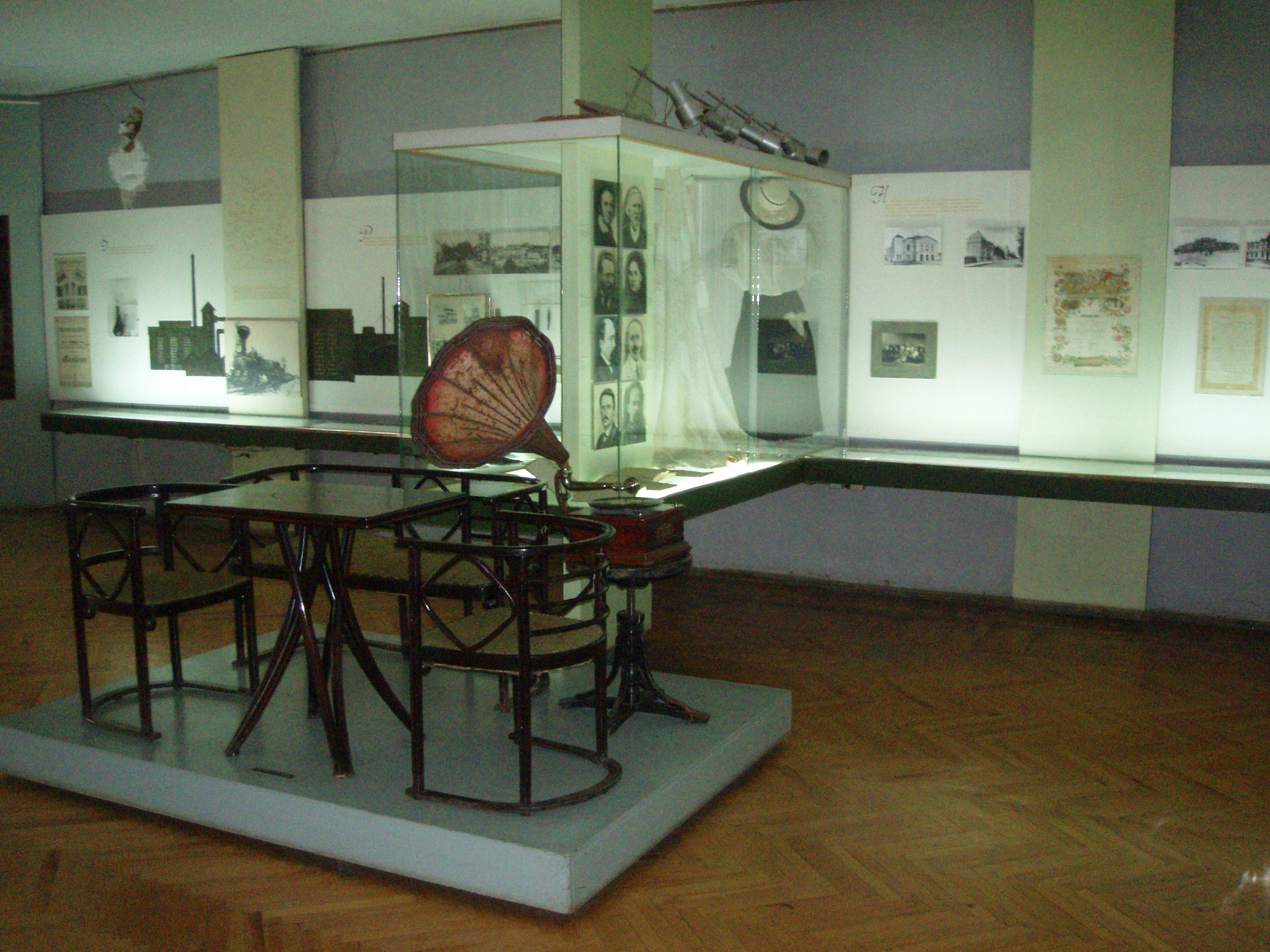
Зал «Наш край у XIX — на початку XX століть».

- Матеріали про французько-російську війну 1812 року, зокрема — карта бойових українських полків у період контрнаступу російської армії, документи про участь населення Поділля в боях проти французьких військ. Низка експонатів розповідає про діяльність Південного товариства декабристів, створеного полковником Павлом Пестелем у Тульчині в 1821 році.
- Розділ присвячено подолянам, які брали участь у Кримській війні 1853—1856 років.
- Матеріали про життя і боротьбу Устима Кармалюка.
- Атрибути юдейської, православної, католицької та старообрядницької церков.
- Вироби ремісників XIX століття, килими ручного ткання з вибійкою, цехові знаки вінницьких ремісників.
- Уставна грамота поміщика села Любомирки Собанського.
- Таблиця, що характеризує землеволодіння після 1861 року та сільськогосподарські знаряддя — плуг, борона, серп, ціп, коса.
- Знаки місцевої адміністрації — мирового судді, волосного судді та сільського старости, а також печатки, штемпелі державних установ і посадових осіб другої половини XIX століття.
- Карта-схема розміщення цукрових і горілчаних заводів на Вінниччині, фотознімок спорудженого в той час Ситковецького цукрового заводу, акція Товариства цукрового заводу «Корделівка». Реконструкція інтер'єру бараку, в якому мешкали робітники цукроварень.
- Фотографія будівництва Києво-Балтської залізниці, фото службовців і робітників Вінницької залізничної станції (1917), розклад руху пасажирських потягів з 15 травня 1879 року.
- Грошові знаки, які були в обігу Російської імперії до Жовтневої революції, реклама промислово-торговельного товариства «Меридіан», що вело селекцію насіння цукрових буряків у селі Ситківцях, продукція заводів Подільської губернії, фотографії з комерційної виставки сільськогосподарських машин Липовецького сільськогосподарського товариства, а також знаряддя праці робітників промислових підприємств кінця XIX століття — аршини, ключі, долота.
- Матеріали про зростання Вінниці як промислово-торговельного і культурного центру регіону. На межі XIX—XX століть у місті було збудовано низку великих підприємств, зокрема чавуноливарний механічний завод «Молот» (1880), горілчаний завод (1896), насіннєвий завод (1899), великий млин (1900), пивоварний завод (1907), суперфосфатний завод (1910—1912), взуттєва фабрика «Ястреб» (1913), кілька нових цегельно-черепичних заводів. В експозиції показано світлини і документи, що характеризують розвиток міста і його забудову.
- Речі з побуту дворян, міщан і селян, жіночий костюм початку XX століття, тогочасні меблі та грамофон.
- Портрети і твори діячів науки і культури, пов'язаних із Вінниччиною, серед яких письменники Степан Руданський, Анатолій Свидницький, Марко Вовчок, Михайло Коцюбинський, Микола Некрасов, композитори Микола Леонтович, Петро Ніщинський, Петро Чайковський, художник Василь Тропінін, винахідники Олександр Можайський і Антон Турчанович.
- Експонати присвячені подіям першої російської революції 1905—1907 років, Першої світової війни, Лютневої буржуазно-демократичної революції 1917 року, участі в них населення Поділля.

Зал № 11. Поділля в добу української революції 1917—1920-х
- При вході до залу експонуються документи, фотографії, листівки, газети, які свідчать про формування у 1917 році нових органів місцевої влади: Ради громадських організацій, Подільської губернської української Ради та Ради робітничих і солдатських депутатів Поділля.
- У центрі залу пересувна виставка «Грушевський і Вінниччина», що розповідає про Михайла Грушевського, життя якого було тісно пов'язане з Поділлям.
- Грошові знаки цього періоду, гвинтівка, карабін, пістолет системи «Mauser», шаблі, бойова тачанка з кулеметом системи «Максим», що були на озброєнні всіх ворогуючих сторін — Червоної та Білої армій, військ Української Народної Республіки.
- Реконструкція кабінету міністра військового відомства Директорії Української Народної Республіки.

Зал № 12. Вінниччина у 1920—1930-х роках
- Агітаційний плакат «Що таке продподаток?» (1921).
- Реконструйована торговельна лавка періоду НЕПу, на поличках якої знаходяться типові речі того часу: праски, хустки, чоботи, самовари, коси, тканини, тощо.
- Фотографії селян Вінницької округи, які передають власних коней та інвентар у спільну колгоспну власність.
- Фото розкуркулених селян, особисті речі (сорочка, горщик) родини Гилюків з села Дружелюбівки Калинівського району, що була розкуркулена і репресована.
- Документи про індустріалізацію на Вінниччині. На фотографіях показано будівництво Вінницького м'ясокомбінату, що вступив у дію 1931 року.
- Трактор Харківського тракторного заводу № 4024, на якому з 1932 році працював механізатор Вахнівської МТС Кирило Шайдаюк.
- Документи Сосонської сільської ради, в актових книгах якої вказано на причину смерті людей в 1932—1933 років — «від голоду». Представлені також «поминальники», в які записувались імена тих, хто помер від голоду під час Голодомору 1932—1933 років.
- Фотографії, документи та особисті речі репресованих подолян різних національностей. Окремі номери газети «Вінницькі вісті» розповідають про хід розкопок 1943 року на місцях масових поховань у Вінниці кінця 1930-х років.
- Речі, що вдалося врятувати музею під час антирелігійних кампаній цього періоду: Євангеліє (1872), вервиця, єпітрахіль, ікона «Таємна вечеря» (XVIII століття).
- Комплекс матеріалів присвячено українському вченому, історику-краєзнавцю Валентину Отамановському, який у 1920-х роках очолював «Кабінет виучування Поділля», що проводив велику роботу по дослідженню краю.
- Низка експонатів розповідає про розвиток освіти, театру.

Зал № 13. Вінниччина. Випробування вогнем 1941—1942 років
- Готується нова експозиція «Вінниччина в роки Другої світової війни».

Зал № 14. Докорінний перелом. Вінничани — учасники історичних битв (1943)
- Готується нова експозиція «Вінниччина в роки Другої світової війни».

Зал № 15. Шляхом Перемоги. Визволення Вінниччини та України. Вінничани — учасники руху Опору (1944—1945 роки)
- Готується нова експозиція «Вінниччина у ІІ половині ХХ століття».

Зал № 16.
Вінниччина за роки Незалежності
- Матеріали громадсько-політичних товариств, які перейшли в опозицію до офіційної влади: «Меморіалу», «Просвіти», Української Гельсінської спілки, асоціації «Зелений світ» та інших.
- Комплекси активістів Народного руху України, правозахисних, екологічних, просвітницьких організацій: Лариси Корнієнко, Михайла Бардина, Олени Яворської, Василя Підпригорщука.
- Комплекс присвячений життєвому і творчому шляху Людмили Кароєвої — заслуженого працівника культури України, співзасновника обласного товариства «Меморіал», директора краєзнавчого музею 1992—2007 років.
- Національний прапор, який було вперше піднято у Вінниці на площі Леніна 21 жовтня 1990 року.
- Світлини зруйновних підприємств, талони на продукти, візок-«кравчучка», грошові знаки України перших років незалежності (відривні купони, купони номіналом від «1» до «100000»).
- Центральну частину експозиції залу присвячено аграрному сектору краю. Значне місце в експозиції займає сільськогосподарська продукція та матеріали ПП «Кряж», СТОВ Агрофірма «Ольгопіль», ПП «Радівське».
- Карти, книги, альбоми, журнали, атласи, глобуси та інші друковані засоби, що презентують поліграфічні підприємства області — Державну картографічну фабрику, ВАТ «Вінницька обласна друкарня», ТОВ «Видавництво Поділля».
- Розділ присвячений науковцям, діячам культури та мистецтв з Вінниччини: поету, гумористу і сатирику Анатолію Гарматюку, фотохудожнику Миколі Гнисюку, Герою України, народному артисту України, диригенту Павлу Муравському, народному артисту СРСР, художньому керівнику Вінницького академічного муздрамтеатру імені Миколи Садовського у 1944—1986 роках Федору Верещагіну, вченому-археологу Івану Зайцю, народному артисту України, керівнику камерного хору «Вінниця» Віталію Газінському.
- Матеріали і про народний ансамбль танцю «Барвінок».
- Гончарні вироби Тетяни Шпак та Людмили Філінської.
- Зразки клембівських вишивальниць.
- Кольорові світлини Черепашинецької лікарської амбулаторії сімейного типу Калинівського району, найстаршого освітянина краю Мирона Жука (нар. 1908), кращих навчальних закладів краю, трьом з яких присвоєно статус Національного — Вінницького медичного університету (2002), Вінницького технічного університету (2003), Вінницького аграрного університету (2009).
- Традиції спорту на Вінниччині репрезентують республіканські, європейські, світові нагороди, таблиці, мапи спеціалізованої міської дитячо-юнацької спортивної школи олімпійського резерву зі спортивної акробатики під керівництвом Заслуженого тренера України Леоніда Голяка.
- Стенд «Від виборів до виборів», на якому представлено експонати, агітаційну продукцію, документи, атрибутику політичних партій та громадських організацій.
- Комплекс матеріалів, які розповідають про духовне відродження, відбудову храмів та життя релігійних громад Вінниччини.

Постійна експозиція «Героям слава!»
Розділ відкрито 18 березня 2014 року. Він присвячений бійцям «Небесної сотні», загиблим під час Революції гідності у Києві в січні—лютому 2014 року.

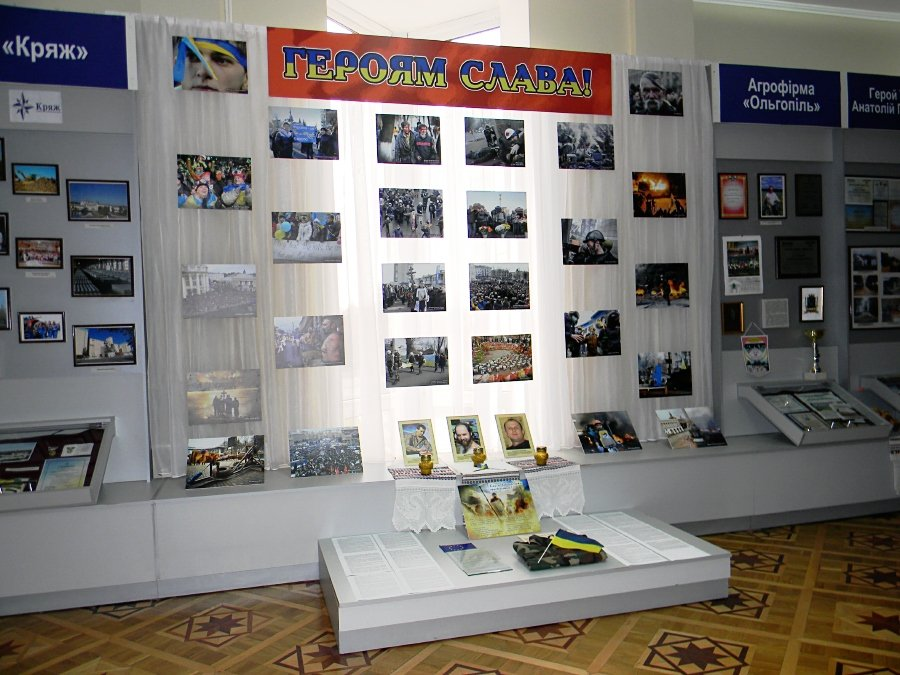
Стенд експозиції «Героям слава!»

- Листівки, газети, документальні світлини національно-патріотичних акцій протесту 2013—2014 років в Україні, висвітлені події як у Києві, так і у Вінниці.
- Список вбитих та померлих від ран учасників Революції гідності на Майдані у Києві та інших містах України, серед них чотири мешканця Вінниччини: Леонід Полянський, Максим Шимко, Юрій Нечипорук, Валерій Брезденюк.

## Колекції
- Археологічна є результатом археологічних розкопок, які проводились музеєм у 1980—1990-х роках. Значну її частину складають знахідки із розкопок Гордіївського курганного могильника періоду середньої та пізньої бронзи. В похованнях було знайдено багато прикрас із золота, електруму, бронзи, бурштину, бронзові ножі, бронзові та кістяні деталі кінської збруї, глиняний посуд. Найчисельнішу групу знахідок складають прикраси: шпильки, браслети та анклети, скроневі кільця, персні та намиста. В похованнях знайдено понад тисячу ювелірних виробів у вигляді бурштинових намистин і підвісок, різних за формою і розмірами. Музейне зібрання виробів з цього коштовного каменю є однією з найбільших археологічних колекцій в Європі.

Інша частина колекції належить сарматам й датується І століттям н. е. Знайдені речі належали представникам сарматської знаті, жриці та сарматському знатному воїну, можливо, царю Інісмею. Серед них жіночі та чоловічі прикраси, елементи бойового спорядження із золота, побутові речі із срібла. Прикраси були виконані в характерному східному «золото-бірюзовому звіриному» стилі.
Крім виробів з дорогоцінних металів, у колекції білонове люстерко, намиста із сердоліку, черепашок «cauri».
Колекція неодноразово експонувалася на виставках у Вінниці, Києві та за кордоном — в Польщі, Німеччині, Югославії, Фінляндії, Італії.
- Витинанки Східного Поділля[31]
- Писанки Східного Поділля. У фондовій колекції класичні орнаментні народні писанки, мальованки, шкрябанки (дряпанки), керамічні та декоративні яйця витравлені кислотою та оздоблені бісером[32].

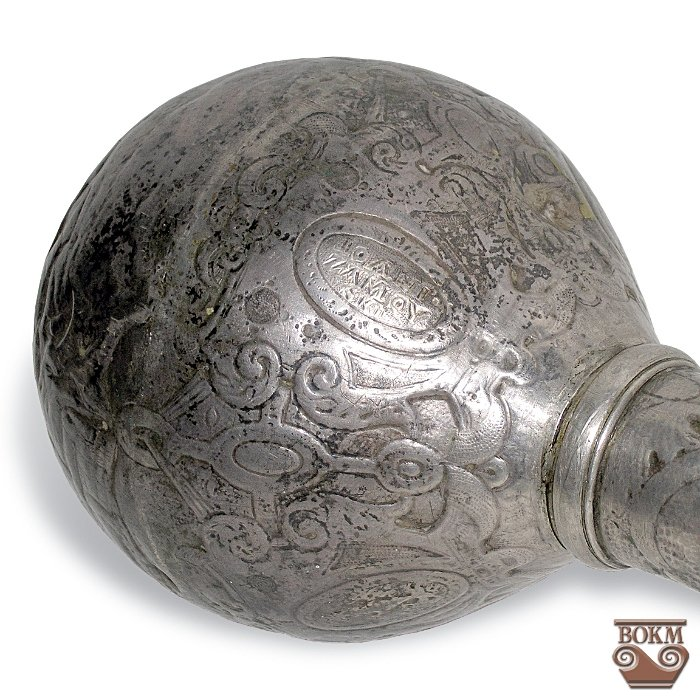
Срібна булава.

- Срібло в музеї представлене наступними експонатами:
  - Предмети скарбу знайденого у 1985 році у Вінниці (192 речі вагою 31 кг). Це виключно столове срібло: виделки, ножі, ложки, каструлі, таці, блюда. Речі були придбані упродовж XVIII—початку XX століття й передавались у спадщину. Срібло позначено монограмами й гербами з дворянськими й графськими коронами. Основна частина речей зроблена польськими майстрами Яном Готфрідом Шлаубітцем, Яном Мачеєм Шварцем, Каролем Філіпом Мальчем, Мішеліусом, Бадкою, а також київськими майстрами Матвієм Наруновичем, Йосипом Маршаком, санкт-петербурзьким майстром Владіміровим.
  - Булава, пов'язана з особистістю Яна Замойського. Вона вкрита пишним карбуванням. В центрі викарбувана сцена полонення австрійського ерцгерцога Максиміліана Яном Замойським, по боках розташовані чотири картуши з медальйонами. Два медальйони — портрети Яна Замойського і Сигізмунда III, решта — сюжетні композиції, які відтворюють життя Яна Замойського, де людські постаті представлені у характерному для того часу вбранні і зброї. Ім'я майстра невідоме. За припущенням вона зроблена у XVII столітті.
  - Скринька роботи французького майстра початку XIX століття, на якій викарбувано сцену коронації імператора Наполеона за картиною французького художника Давида «Коронація» (1805—1807).
  - Скринька виготовлена в техніці лиття з гравіюванням і оздоблена 13 срібними і 2 золотими монетами, які датуються від І століття до н. е. до XIX століття н. е. (російська монета).
  - Оклади ікон та натільні хрести російських майстрів, дискос й потир польської фірми Фраже, напрестольний хрест, виконаний російським ювеліром Михайлом Перхіним[33].
- Подільська преса у фондах музею:
  - Найчисельнішу групу періодичних видань доби революції та громадянської війни складають місцеві більшовицькі газети та бюлетені. Хронологічно першим з таких видань є офіційний орган Вінницької ради робітничих і солдатських депутатів — «Набат», № 11 (22 лютого 1918) якого міститься у збірці музею. Центральним повідомленням цього випуску є оголошення про скликання селянського губернського з'їзду «по земельних питаннях».
  - Газета Подільського губернського комітету «Подольский коммунист» від 29 травня 1919 року сповіщає про бої з петлюрівцями під Вінницею, наводить інформацію про жертви, зокрема, про смерть колишнього голови виконкому Вінницької ради робітничих і солдатських депутатів — Євгена Едельштейна[34].